# Halfaja
Halfaja (arabsky حلفايا) je město v centrální části Sýrie. Administrativně spadá do guvernorátu Hamá). V roce 2004 mělo 21 180 obyvatel. 
Severně od města teče řeka Orontes s umělým jezerem (přehradou). 2 km západně od Halfaji se nachází město Muhradah, do jehož okresu spadá a v němž představuje z hlediska počtu obyvatel největší sídlo.
V prosinci 2012 byla Halfaja místem střetů v syrské občanské válce. Syrští rebelové ji po několika dnech obléhání dobyli, střety si vyžádaly podle údajů z Syrian Observatory for Human Rights 23 životů. Město se tak zařadilo mezi řadu těch, které sice rebelové kontrolují, ale která jsou pravidelně bombardována vládními vojsky. Dne 23. prosince 2012 zde bomba shozená na místní pekařství zabila několik desítek až set lidí.